# Allen (Michigan)
Pour les articles homonymes, voir Allen.
Allen est un village du comté de Hillsdale, dans l'État du Michigan, aux États-Unis. En 2020, il comptait une population de 201 habitants.